# Убийство Ори Ансбахер
Убийство Ори Ансбахер — террористическое нападение, произошедшее 7 февраля 2019 года в парковой зоне Эйн-Яэль близ Иерусалима, в ходе которого палестинцем Арафатом Арафийей была изнасилована и убита 19-летняя израильтянка Ори Ансбахер.

## Преступление
7 февраля 2019 года около 11:00 родители Ори Ансбахер сообщили в полицию об её пропаже. Была начата поисковая операция, и около 19:00 в парковой зоне в иерусалимском районе Эйн-Яэль, недалеко от Библейского зоопарка, было обнаружено тело девушки со следами насилия и многочисленных ножевых ранений. На погибшей не было одежды, документы отсутствовали.
По данным следствия, 29-летний палестинец Арафат Арафийя незаконно проник на территорию Израиля. Он решил совершить теракт, увидел Ансбахер в лесу, напал на неё, изнасиловал и убил ножом. После убийства он скрылся, но вскоре был задержан израильскими силами безопасности в районе Эль-Биры (на северо-восточной окраине Рамаллы), где скрывался в мечети. 10 февраля израильская служба ШАБАК сообщила на основании показаний Арафийи, что убийство Ори Ансбахер было терактом (нападением, совершённым на почве национальной ненависти).
В июне 2020 года окружной суд Иерусалима признал Арафийю виновным в убийстве, изнасиловании и незаконном проникновении на территорию Израиля. Он был приговорён к пожизненному заключению и дополнительно к 20 годам тюрьмы.

## Жертва
Ори Ансбахер, 19-летняя жительница поселка Ткоа, проходила альтернативную гражданскую службу, работая в «Яэлим», центре для детей и молодёжи группы риска.

## Преступник
Арафат Арафийя родился в Хевроне; его семья связана с исламистской вооружённой организацией ХАМАС. Сам Арафийя ранее отбывал наказание в израильской тюрьме за террористическую деятельность. За два года до преступления он был задержан около входа на Храмовую гору, при обыске у него нашли большой кухонный нож. На допросах тогда Арафийя заявлял, что является сторонником ХАМАСа; он также сообщил, что стремился попасть в тюрьму, «чтобы стать шахидом».

## Память
После убийства Ори Ансбахер в её память была высажена роща в Гуш-Эционе. Вскоре после этого арабские вандалы вырвали с корнем и украли саженцы деревьев.

### Комментарии
1. ↑  ХАМАС признан террористической организацией в ЕС, Австралии, Аргентине, Великобритании, Израиле, Канаде, Новой Зеландии, Парагвае, США и Японии, а также Организацией американских государств. Его деятельность также запрещена в Иордании и Египте.